# Saprinus chathamensis
Saprinus chathamensis es una especie de escarabajo del género Saprinus, familia Histeridae. Fue descrita científicamente por Lackner & Leschen en 2017.
Se distribuye por Nueva Zelanda.

## Descripción
Es muy similar a otras dos especies endémicas de Nueva Zelanda (S. detritus y S. pseudodetritus), con las que probablemente comparte un ancestro común.  Es una especie de color marrón oscuro sin brillo metálico.  Se diferencia de las otras dos especies principalmente por el pronoto casi completamente punteado y diferentes terminales masculinos.